# Power Spikes II
Power Spikes II est un jeu vidéo de volley-ball développé par Video System et édité par SNK en 1994 sur Neo-Geo MVS et en 1995 sur Neo-Geo CD (NGM 068),,.

## Série
1. Super Volleyball (PC-Engine, 1990 ; Mega Drive, 1991 ; PlayStation 2, 1989)
2. Power Spikes (1991)
3. Power Spikes II